# Dannemois
Dannemois é uma comuna francesa na região administrativa da Ilha de França, no departamento de Essonne. Estende-se por uma área de 8.43 km². Em 2010 a comuna tinha 826 habitantes (densidade: 98 hab./km²).